# Стратовулкан
Стратовулканът (на латински: stratum – слой), или слоест вулкан е висок, коничен вулкан, съставен от пластове втвърдена лава, тефра и вулканична пепел. Изригват експлозивно, което понякога води до природни бедствия и човешки трагедии, особено в съчетание с пирокластични потоци.
Характерно за формата им е стръмността, която се получава, тъй като вулканът е висок и лавата обикновено изстива, преди да стигне до подножието му. По-стръмни са тези, чиято лава е богата на силиций. Тези стратовулкани, чиято лава е богата на магнезий и желязо, са с по-полегата форма и с по-широка основа. Много от стратовулканите надвишават 2500 m. Най-често се образуват на местата, където има подпъхване на тектонски плочи.

## Примери
- Ари Даи, Турция
- Арагац, Армения
- Бееренберг, Норвегия
- Везувий, Италия
- Елбрус, Русия
- Еребус, Антарктика
- Етна, Италия
- Казбек, Грузия
- Ключевска сопка, Камчатка
- Майон, Филипините
- Маунт Худ, Орегон, САЩ
- Мерапи, остров Ява, Индонезия
- Пико де Орисаба, Мексико
- Пинатубо, Филипините
- Попокатепетъл, Мексико
- Райниър, Вашингтон, САЩ
- Санта Ана, Салвадор
- Сан Салвадор, Салвадор
- Стромболи, Италия
- Фуджи, Япония
- Шаста, Калифорния, САЩ